# Гарсия дос Сантос, Густаво
Густаво Гарсия дос Сантос (порт. Gustavo Garcia dos Santos; родился 4 января 2002 года, Сан-Паулу, Бразилия) — бразильский футболист, защитник клуба «Палмейрас».

## Биография
Густаво Гарсия — уроженец Сан-Паулу, города на юго-востоке Бразилии, столицы одноимённого штата. Воспитанник известнейшего городского клуба — Палмейрас. Первый успех к игроку пришёл с юношеской сборной Бразилии, вместе с которой он выиграл чемпионат мира 2019 года среди юношей до 17 лет. На турнире Густаво Гарсия принял участие в шести встречах. В том числе выходил на замену в полуфинальном матче против Франции и финальном матче против Мексики.
3 марта 2021 года дебютировал за «Палмейрас» в Лиге Паулиста. Первый поединок пришёлся на «Коринтианс», где игрок вышел на замену на 70-й минуте вместо Виллиана. Всего сыграл в лиге 8 встреч.

## Титулы и достижения
- Чемпион штата Сан-Паулу (1): 2022
- Обладатель Кубка Либертадорес (1): 2021 (не играл)
- Победитель юношеского чемпионата мира (1): 2019